# 埃蒂安·巴利巴尔
埃蒂安·巴利巴尔（法語：Étienne Balibar，1942年4月23日—）是一名法国哲学家，曾在巴黎第十大学、加州大学欧文分校任教，目前是金斯顿大学现代欧洲哲学研究中心的周年纪念讲座教授以及哥伦比亚大学法语系客座教授。巴利巴尔毕业于巴黎高等師範學院。